# Wołodymyr Hopkało
Wołodymyr Mychajłowycz Hopkało (ukr. Володимир Михайлович Гопкало; ur. 7 grudnia 1978) – ukraiński piłkarz, grający na pozycji obrońcy.

## Kariera piłkarska

### Kariera klubowa
Wychowanek Dynama Kijów. Występował w drugiej i trzeciej drużynie Dynama. Na początku 1998 przeszedł do Podilla Chmielnicki. W 1999 bronił barw klubów Desna Czernihów i Kremiń Krzemieńczuk. Latem 2000 został piłkarzem Polissia Żytomierz. Potem występował w drużynach amatorskich, m.in. FK Nieżyn, Fakeł-HPZ Warwa i Jewropa Pryłuki.

### Kariera reprezentacyjna
W 1994 występował w juniorskiej reprezentacji Ukrainy, która na juniorskich mistrzostwach Europy w 1994, rozgrywanych w Irlandii, zajęła 3. miejsce. W latach 1996–1993 rozegrał 5 meczów w składzie reprezentacji U-19.

## Sukcesy i odznaczenia

### Sukcesy reprezentacyjne
- brązowy medalista Mistrzostw Europy U-16: 1994